# Маркуэн (кантон)

Кантон Маркуэн в составе округа Камбре

Маркуэ́н (фр. Marcoing) — упраздненный кантон во Франции, регион Нор — Па-де-Кале, департамент Нор. Входил в состав округа Камбре.
В состав кантона входили коммуны (население по данным Национального института статистики за 2011 г.):
- Аннё (242 чел.)
- Бантё (330 чел.)
- Бантузель (411 чел.)
- Бурси (343 чел.)
- Виллер-Гислен (714 чел.)
- Виллер-Плуиш (416 чел.)
- Гоннельё (339 чел.)
- Гузокур (1 471 чел.)
- Дуаньи (308 чел.)
- Кантен-сюр-Эско (417 чел.)
- Кревкёр-сюр-л’Эско (673 чел.)
- Леден (427 чел.)
- Ле-Рю-де-Винь (706 чел.)
- Маньер (2 638 чел.)
- Маркуэн (1 839 чел.)
- Мёвр (431 чел.)
- Нуайель-сюр-Эско (765 чел.)
- Онкур-сюр-Эско (754 чел.)
- Рибекур-ла-Тур (373 чел.)
- Рюмийи-ан-Камбрези (1 449 чел.)
- Флескьер (272 чел.)

## Экономика
Структура занятости населения:
- сельское хозяйство — 13,2 %
- промышленность — 27,3 %
- строительство — 8,4 %
- торговля, транспорт и сфера услуг — 27,3 %
- государственные и муниципальные службы — 23,7 %

Уровень безработицы (2010) - 11,2 % (Франция в целом - 12,1 %, департамент Нор - 15,5 %). 

Среднегодовой доход на 1 человека, евро (2010) - 21 267 (Франция в целом - 23 780, департамент Нор - 21 164).

## Политика
На президентских выборах 2012 г. жители кантона отдали Марин Ле Пен в 1-м туре 27,7 % голосов против 25,0 % у Франсуа Олланда и 23,9 % у Николя Саркози, во 2-м туре в кантоне победил Олланд, получивший 52,4 % голосов (2007 г. 1 тур: Саркози - 27,0 %, Сеголен Руаяль - 21,3 %; 2 тур: Саркози - 52,3 %). На выборах в Национальное собрание в 2012 г. по 18-му избирательному округу департамента Нор они поддержали действующего депутата, мэра Камбре Франсуа-Ксавье Виллена, набравшего 40,4 % голосов в 1-м туре и 55,5 % - во 2-м туре. (2007 г. Франсуа-Ксавье Виллен (СНД): 1-й тур: - 40,9 %, 2-й тур - 52,8 %). На региональных выборах 2010 года победили «левые»: список социалистов, набрав 22,9 % опередил «правых» во главе с СНД (18,7 %); во 2-м туре единый «левый список» с участием социалистов, коммунистов и «зеленых» победил, набрав 48,3 % против 27,2 % у «правых» и 24,5 % у Национального фронта.
|  | Кандидат      | Партия                  | % голосов |
|  | ------------- | ----------------------- | --------- |
|  | Дидье Дрье    | Правые партии           | 51,25     |
|  | Колетт Дессен | Коммунистическая партия | 48,75     |